# Farcașa (Neamț)
Pour les articles homonymes, voir Farcașa.
Farcașa est une commune roumaine du județ de Neamț, dans la région historique de Moldavie et dans la région de développement du Nord-Est.

## Géographie
La commune de Farcașa est située dans le nord-ouest du județ, à la limite avec le județ de Harghita, sur le cours supérieur de la Bistrița, entre les Monts Stânișoara et les Monts Bistrița, dans les Carpates orientales. Le point culminant de la commune est le Mont Tifla avec une altitude de 1 530 m. Farcașa se trouve à 60 km au nord-ouest de Bicaz et à 87 km de Piatra Neamț, le chef-lieu du județ.
Le climat de la commune est de type continental. Les températures hivernales atteignent −25 °C et les maximales estivales les 30 °C.
La municipalité est composée des cinq villages suivants (population en 1992) :
- Bușmei (184) ;
- Farcașa (1 177), siège de la municipalité ;
- Frumosu (443) ;
- Popești (549) ;
- Stejaru (752).

## Histoire
La première mention écrite du village date de 1437.

## Politique
| Période                                  | Période  | Identité                   | Étiquette             | Qualité |
| ---------------------------------------- | -------- | -------------------------- | --------------------- | ------- |
| Les données manquantes sont à compléter. |          |                            |                       |         |
|                                          | En cours | Cristinel-Vasile Gheorghiu | Indépendant, puis PSD |         |

| Parti | Parti                           | Sièges |
| ----- | ------------------------------- | ------ |
|       | Parti social-démocrate (PSD)    | 6      |
|       | Parti national libéral (PNL)    | 5      |
|       | Indépendant                     | 1      |
|       | Parti Mouvement populaire (PMP) | 1      |

## Religions
En 2002, la composition religieuse de la commune était la suivante :
- Chrétiens orthodoxes, 99,40 % ;
- Baptistes, 0,46 %.

## Démographie
En 2002, la commune comptait 3 163 Roumains (99,02 %) et 28 Tsiganes (0,87 %). On comptait à cette date 1 122 ménages et 1 129 logements.
| 1992  | 2002  | 2007  |
| ----- | ----- | ----- |
| 3 105 | 3 194 | 3 251 |

## Économie
L'économie de la commune repose sur l'exploitation des forêts et l'élevage principalement. La commune compte 6 231 ha de pâturages. Le tourisme de montagne joue également un rôle important dans l'économie locale.

## Communications

### Routes
Farcașa est située sur la route nationale DN17B qui relie Piatra Neamț et Vatra Dornei, dans le județ de Suceava.

## Lieux et monuments
- Farcașa, église orthodoxe de Sainte Parascève (Sf. Parasceva) en bois de 1774, avec des fresques de 1837[6].
- Farcașa, musée ethnographique.
- Stejaru, église Saint-Nicolas du XIXe siècle.